# Liste von Adligen namens Katharina
(chronologisch geordnet)
- Katharina von Habsburg (um 1256–1282), Königin von Ungarn
- Katharina von Courtenay (1274–1307/08), Titularkaiserin von Konstantinopel
- Katharina von Habsburg (1295–1323), Herzogin von Kalabrien
- Katharina von Savoyen (zw. 1297 und 1304–1336), Herzogin von Habsburg
- Katharina von Valois-Courtenay (1301–1346), Titularkaiserin von Konstantinopel
- Katharina von Habsburg (1320–1349), Herrin von Coucy
- Katharina von Schweden (1331/32–1381), Äbtissin des Klosters Vadstena
- Katharina von Henneberg (um 1334–1397), Markgräfin von Meißen und Landgräfin von Thüringen
- Katharina von Luxemburg (1342–1395), Tochter von Kaiser Karl IV.
- Katharina von Bayern (1360–1402), Herzogin von Jülich und Geldern
- Katharina von Lancaster (wahrscheinlich 1373–1418), Königin von Kastilien und León
- Katharina von Burgund (1378–1425), Herzogin von Österreich
- Katharina von Pommern-Stolp (1384–1426), Pfalzgräfin von Pfalz-Neumarkt
- Katharina von Nürnberg (vor 1391–1409), Äbtissin des Klosters Hof
- Katharina von Braunschweig-Lüneburg (1395–1442), Kurfürstin von Sachsen
- Katharina von Alençon (vor 1396–1462), zweite Ehefrau Herzog Ludwigs VII. von Bayern-Ingolstadt
- Katharina von Nassau-Beilstein (vor 1400–1459), Gräfin von Hanau
- Katharina von Sachsen-Lauenburg (um 1400–1448), Herzogin von Mecklenburg
- Katherina von Valois (1401–1437), Stammmutter des englischen Haus Tudor
- Katharina von Lothringen (1407–1439), Gattin des Grafen Jakob I. von Baden
- Katharina von Hanau (1408–1460), Gräfin von Henneberg-Schleusingen
- Katharina von Schaumberg  (* vor 1410), Äbtissin des Klosters Himmelkron
- Katharina von Hoya (1412–1474), Äbtissin des Klosters Wienhausen
- Katharina von Kleve (1417–1476), Herzogin von Geldern und Gräfin von Zutphen
- Katharina von Österreich (1420–1493), Markgräfin von Baden
- Katharina von Sachsen (1421–1476), Kurfürstin von Brandenburg
- Katarina Kosača-Kotromanić (1424–1478), Königin von Bosnien
- Katherina von Valois (1428–1446), französische Prinzessin
- Katharina von Geldern (um 1440–1497), Erbherzogin von Geldern
- Katherina von Baden (* 1449), badische Markgräfin
- Katharina von Podiebrad (1449–1464), Königin von Ungarn
- Katharina von Luxembourg-Saint-Pol (vor 1457–1492), Herzogin der Bretagne
- Katharina von Kotzau (* vor 1467), Äbtissin des Klosters Hof
- Katharina von Gemmingen (vor 1467–1517), oberrheinische Adlige
- Katharina von Sachsen (1468–1524), Gattin des Siegmund von Tirol
- Katharina von Navarra (1470–1517), Königin von Navarra
- Katharina von Schwarzburg-Blankenburg (nach 1740–1514), Gräfin von Hanau-Münzenberg
- Katharina von Aragón (1485–1536), erste Gattin Heinrichs VIII. von England
- Katharina von Mecklenburg (1487–1561), Herzogin von Sachsen
- Katharina von Zimmern (1478–1547), Äbtissin in Zürich
- Katharina von Braunschweig-Wolfenbüttel (1488–1563), Herzogin von Sachsen-Lauenburg
- Katharina von Bora (1499–1552), Ehefrau von Martin Luther
- Katharina von der Pfalz (1499–1526), Äbtissin des Klosters Neuburg
- Katharina von Kastilien (1507–1578), Königin von Portugal
- Katharina von Pfalz-Simmern (1510–1572), Äbtissin im Kloster Kumbd
- Katharina von Sachsen-Lauenburg-Ratzeburg (1513–1535), Königin von Schweden
- Katharina Parr (um 1514–1548), sechste Gattin Heinrichs VIII. von England
- Katharina von Tecklenburg (1517–1560), Fürstäbtissin des Stifts Essen
- Katharina von Braunschweig-Wolfenbüttel (1518–1574), Markgräfin von Brandenburg-Küstrin
- Katharina von Cordona (1519–1577), Erzieherin von Don Carlos
- Katharina von Medici (1519–1589), Königin von Frankreich
- Katharina Howard (um 1521–1542), fünfte Gattin Heinrichs VIII. von England
- Katharina von Hanau (1525–1581), Gräfin von Wied-Runkel und Isenburg
- Katharina Jagiellonica (1526–1583), Königin von Schweden
- Katharina von Österreich, Königin von Polen
- Katharina Stenbock (1535–1621), Königin von Schweden
- Katharina von Kleve (1548–1633), Herzogin von Guise
- Katharina von Brandenburg-Küstrin (1549–1602), Kurfürstin von Brandenburg
- Katharina von Redern (1553/1564–1617), böhmische Adlige
- Katharina von Bourbon (1559–1604), Regentin von Navarra
- Katharina Michaela von Spanien (1567–1597), Herzogin von Savoyen
- Katharina Belgica von Oranien-Nassau (1578–1648), Gräfin von Hanau-Münzenberg
- Katharina von Spaur (1580–1650), Fürstäbtissin des Damenstifts Buchau
- Katharina von Brandenburg (1602–1644), Fürstin von Siebenbürgen und Herzogin von Sachsen-Lauenburg
- Katharina Juliane von Hanau-Münzenberg (1604–1668), Gräfin von Solms-Laubach
- Katharina Elisabeth von Hanau (1607–1647), Gräfin von Isenburg-Birstein
- Katharina von Braganza (1638–1705), Gattin des Königs Karl II. von England
- Katharina von Balbiano (1670–1719), Markgräfin zu Brandenburg-Schwedt
- Katharina von Altenbockum (1680–1743), Fürstin von Teschen
- Katharina I. (1684–1727), Zarin von Russland
- Katharina II. (Katharina die Große) (1729–1796), Zarin von Russland
- Katharina von Holstein-Beck (1750–1811), Tochter von Peter August von Holstein-Beck
- Katharina von Zimmermann (1756–1781), Bekannte der Familie Goethe
- Katharina von Württemberg (1783–1835), Königin von Westphalen
- Katharina Pawlowna (1788–1819), Königin von Württemberg
- Katharina zu Hohenlohe-Waldenburg-Schillingsfürst (1817–1893), Fürstin von Hohenzollern-Sigmaringen
- Katharina von Sievers (1889–nach 1919), russische Schauspielerin
- Katharina von Griechenland (1913–2007), griechische Prinzessin
- Katharina von Schlieffen (* 1956), deutsche Rechtswissenschaftlerin
- Katharina von der Leyen (* 1964), deutsche Schriftstellerin